# Candela, Mexiko
Candela är en ort i Mexiko.   Den ligger i kommunen Candela och delstaten Coahuila, i den centrala delen av landet, 800 km norr om huvudstaden Mexico City. Candela ligger 428 meter över havet och antalet invånare är 1 672.
Terrängen runt Candela är varierad. Runt Candela är det mycket glesbefolkat, med 4 invånare per kvadratkilometer. Det finns inga andra samhällen i närheten. Omgivningarna runt Candela är i huvudsak ett öppet busklandskap.